# Kostel svatého Jana Křtitele (Vysoké Popovice)
Kostel svatého Jana Křtitele je římskokatolický chrám v obci Vysoké Popovice v okrese Brno-venkov.
První zmínka o faře ve Vysokých Popovicích pochází z roku 1353. Původní kostel byl pravděpodobně dřevěný, později byla vybudována zděná stavba. V roce 1760 vznikla poblíž chrámu na hřbitově dřevěná zvonice, která byla v roce 1882 poškozena požárem. Místo ní byla postavena nová věž v západním průčelí kostela. Současná podoba chrámu pochází z přestavby v roce 1910, po níž byl opětovně vysvěcen brněnským biskupem Pavlem Huynem.  Ve věži jsou tři zvony, největší z nich váží 506 kg a pochází z roku 1886.
U kostela se nachází hřbitov.
Je farním kostelem farnosti Vysoké Popovice.